# 兴隆镇 (中江县)
兴隆镇，是中华人民共和国四川省德阳市中江县下辖的一个乡镇级行政单位。2019年12月，撤销清河乡和太平乡，将其所属行政区域划归兴隆镇管辖。

## 行政区划
兴隆镇下辖以下地区：
兴隆街社区、兴隆村、老牛坡村、双流村、舒坝村、银河村、新湾村、翠竹村、芦花村、长虹村、阳关村、五里坝村、双堰村、铜矿村、三沟村、宏伟村、仁寿寨村、富顺村、柑园村、碾子湾村、河坝村、兴青村和磨子桥村。